# 氧化物
氧化物，是负价氧和另外一个化學元素組成的二元化合物，例如氧化鐵（Fe2O3）或氧化鋁（Al2O3），通常經由氧化反應產生。氧化物在地球的地殻極度普遍，而在宇宙中也是如此。
氧离子（O2−）是氢氧根（OH−）离子的共轭碱，存在某些氧化物离子晶体中。自由的氧离子具强碱性（pKb ~ -22），在水溶液中是不稳定的。
{\displaystyle {\rm {O^{2-}+H_{2}O\rightarrow 2OH^{-}}}}
氧化物中的氧元素应该呈负氧化态。如果含氧二元化合物中的氧为正氧化态，例如二氟化二氧（O2F2）和二氟化氧（OF2），则它们一般称为氟化物，而非氧化物。

## 性质
氧化物一般不導電。這屬性最常以二氧化硅取得優勢，況且矽能輕易氧化而成品能製造成電晶體。這是現代電腦科技的多數基本組成。
除碱金属外，金属氧化物一般难溶于水，可通过单质与氧化合，或灼烧金属氢氧化物、碳酸盐、硝酸盐等盐类得到。非金属氧化物容易发生水解。
可以与碱发生反应生成盐和水的氧化物称为酸性氧化物；可以与酸发生反应生成盐和水的氧化物称为碱性氧化物；与酸和碱都可以发生反应，生成盐和水的氧化物称为两性氧化物。非金属氧化物一般是酸性氧化物，金属氧化物一般是碱性氧化物，但也有少数例外，如高价氧化物七氧化二锰（Mn2O7）和三氧化铬（CrO3）等。

## 分类
- 成盐氧化物

- 酸性氧化物（酸酐）
- 碱性氧化物
- 两性氧化物

- 不成盐氧化物